# George Woodcock
George Woodcock (Winnipeg, Manitoba, Canadà, 8 de maig de 1912 - Vancouver, Canadà, 28 de gener de 1995) va ser un escriptor, pensador anarquista, poeta, assagista, crític literari i historiador canadenc. També va publicar diversos volums de literatura de viatges. El 1959 va ser l'editor fundador de la revista Canadian Literature, que va ser la primera revista acadèmica dedicada específicament a l'escriptura canadenca. Fora del Canadà és especialment conegut pel seu llibre Anarchism: A History of Libertarian Ideas and Movements, publicat el 1962.
Als anys trenta, quan la seva família va tornar a Anglaterra des del Canadà per escapar de la pobresa, va començar a ser actiu en la política anarquista. Durant un llarg període fou redactor de la publicació contra la guerra War Commentary i del periòdic anarquista Freedom.
La seva implicació política en els anys que van liderar la Segona Guerra Mundial va coincidir amb els grans èxits del moviment anarquista espanyol del 1936-37. Woodcock, com la majoria dels seus contemporanis, George Orwell i Herbert Read, entre d'altres, va intentar conscienciar sobre la revolució a Espanya i el que estava aconseguint la classe obrera espanyola. Malgrat la derrota del moviment, continuà donant suport a l'anarquisme i el pensament anarquista. I ho va fer a través de l'escriptura de llibres sobre el significat i la història de l'anarquisme.